# IBus
IBus (от англ. intelligent input bus) — система ввода для записи нескольких языков в Unix-подобных операционных системах. Название происходит от аналогии с принципом работы компьютерной шины (bus).
Среди целей проекта — предоставление пользователю дружественного интерфейса, привлечение различных методов распознавания для повышения надёжности, реализация универсального интерфейса библиотеки для разработчиков конкретных методов ввода. Поддерживаются всплывающие подсказки, в которых предлагаются варианты символов в зависимости от контекста ввода.

## Особенности
В отличие от многих других систем ввода, раскладка клавиатуры не обязательно должна быть английской. В отличие от SCIM, созданном изначально на C++ и имевшем ограничения по расширению из-за необходимости сложной поддержки ABI, написан на Си и Python. Состоит из трёх компонентов — IME (англ. input method editor, механизм ввода в выбранной раскладке), конфигурации и языковой панели (пользовательского интерфейса выбора раскладки).
Некоторые поддерживаемые методы ввода:
- ibus-anthy: японский на основе anthy;
- ibus-pinyin: китайский пиньинь;
- ibus-chewing: китайский чжуинь;
- ibus-hangul: корейский хангыль;
- ibus-m17n: m17n;
- ibus-table: табличный, позволяет выбирать символы из всплывающей подсказки без ограничений, накладываемых контекстом, табличным методом реализованы такие раскладки для ввода в синтаксисе LAΤΕΧ, композитный ввод диакритики, кандзи и многие другие;
- ibus-unikey: вьетнамский.